# 鎌倉ペンション物語
『鎌倉ペンション物語』（かまくらペンションものがたり）は、1989年5月29日 - 7月14日にTBS「花王 愛の劇場」枠にて放送されていた日本のテレビドラマ。主演は沢田亜矢子。全35話。
テレパックが当時間枠で初めて制作したドラマ。テレパック制作の沢田亜矢子主演作品は、本作の他に1990年の『一緒に暮らしたい』、1991年の『湘南ペンション通り』、1992年の『温泉に行きたい』の計4作がある。

## キャスト
- 沢田亜矢子
- 浜田万葉
- 岡田眞澄
- 富士真奈美
- 水沢アキ
- 内田直哉
- 松田洋治
- 奥田圭子（現・奥田佳子）
- 高畑淳子
- 村田雄浩
- 中原丈雄
- 福田豊土
- 篠塚勝
- 高沢順子
- 久松夕子

## スタッフ
- 脚本 - 大石静、中山恵子、小野紀美子
- 演出 - 大室清、淡野健、佐々木章光
- プロデューサー - 龍至雅美、本多勝也（テレパック)、浜井誠（TBS）
- 選曲 - 山内直樹
- 技術協力 - 東通、緑山スタジオ・シティ
- 製作 - テレパック、TBS

## 主題歌
- 「Silent Memory」 歌：来生たかお

作詞：来生えつこ / 作曲：来生たかお / 編曲：清水信之